# 自然に訴える論証
自然に訴える論証（しぜんにうったえるろんしょう、英語: appeal to nature）とは、「あるものが良いのは『自然』だからであり、悪いのは『不自然』だからである」と主張する議論や弁論術のことである。暗黙の（明言されていない）「自然なものは良い」という大前提は、通常は良し悪しとは無関係であり、事実ではなく意見であるため、悪い議論であると考えられている。
文脈によっては、「自然、天然」という用語の使用が曖昧で、他の概念との意図しない関連付けを引き起こすことがある。また、「自然」という言葉は、「普通」という言葉と同じように、文脈によっては、暗黙の価値判断を伴うこともある。「自然への訴え」は、結論が前提に内包されているため、このような問題を提起することになる。
この議論の一般的な形式は、
- 「自然なものは良い/正しい」→「Nは自然である」→「したがって、Nは良い/正しい」
- 「不自然なものは悪い/間違っている」→「Uは不自然である」→「したがって、Uは悪い/間違っている」

である。
このような推論は、食品、医学、同性愛、性役割、人種、環境保護主義、肉食の議論でよく見られる。

## 概要
「自然への訴え」は、もっとも一般的な自然主義的誤謬のひとつであり、何かが自然だから良い/正しい、あるいは何かが不自然だから悪い/間違っていると結論する。「自然」は、理想的である、望ましい、そうあるべきであると言う意味で用いられ、この点においては、伝統への訴えと類似している。
自然への訴えの一般的な形は次の通り
- 「Xは自然なのでYである」（Yには好ましい単語が入る）
- 「Xは不自然なのでZである」（Zには好ましくない単語が入る）

また単に好ましいか好ましくないかが問題であるとき
- 「Xは自然だ」
- 「Xは不自然だ」

例として
- 「育児は昔から女の仕事であり、それが自然だ。従って男が育児休業を取得するのは間違っている。」

「自然だ」という論証は、婉曲表現が極端に発達した日本語においては、あいまいな言葉でなされることもある。
- 「女は痛みに耐えて母になるものだ。従って無痛分娩などすべきではない。」

この例では明確な論拠を示していないが、「ものだ」という語に「自然である」「本来である」というニュアンスが含まれており、自然に訴える論証にあたる。
- 「相撲はもともと神事であったのに、スポーツ的な価値観に染まってきたのは本来の姿ではない。従って、スポーツのように真剣勝負にこだわるのは間違っている。」

この例では、今まで継続していた状態を「不自然」として、回帰すべき「自然」を想定しており、この場合はむしろ起源に訴える論証（発生論の誤謬）との親和性を持つ。

### 本論証に対する誤解
この種の主張には誤りがいくつか存在する。主なものを3点紹介する。
- 「正常さ」と同一視される。
  - これは「自然な」と言う言葉は感情的な意味合いが強いためである。
- しかしこれは偏見の一種である。
  - 曖昧な定義しか持たない。
  - 何かを「自然である」や「自然な」と言ったとき、その言明が正しいかどうかは「自然」の定義次第である。
  - あらゆる自然食品。たとえば”オールナチュラル”な小麦は、人為選択によって、既に変更が加えられている。
- この議論は好ましくない特性が自然であると言う反論、あるいは不自然であるが好ましいことによって即座に退けることができる。
  - 例として
    - メガネは不自然で、シアン化合物は自然である[4]。
    - 老化、病気、死は自然である。
    - 現代医療は不自然だが無数の命を救っている。

スティーブン・ピンカーは、次のように述べている。
「自然なものは良いという考え方は、貧乏人や病人を助けると、適者生存に基づく進化の妨げになると考える社会ダーウィニズムの基礎となった。今日、生物学者がこの考えを糾弾するのは、自然界を正直に記述したいからである。人間がどのように振る舞うべきかという道徳（例えば： 鳥獣が姦淫、幼児虐殺、カニバリズムを行うなら、それはOKに違いない」）を導き出すことなく」。

## 具体的な例

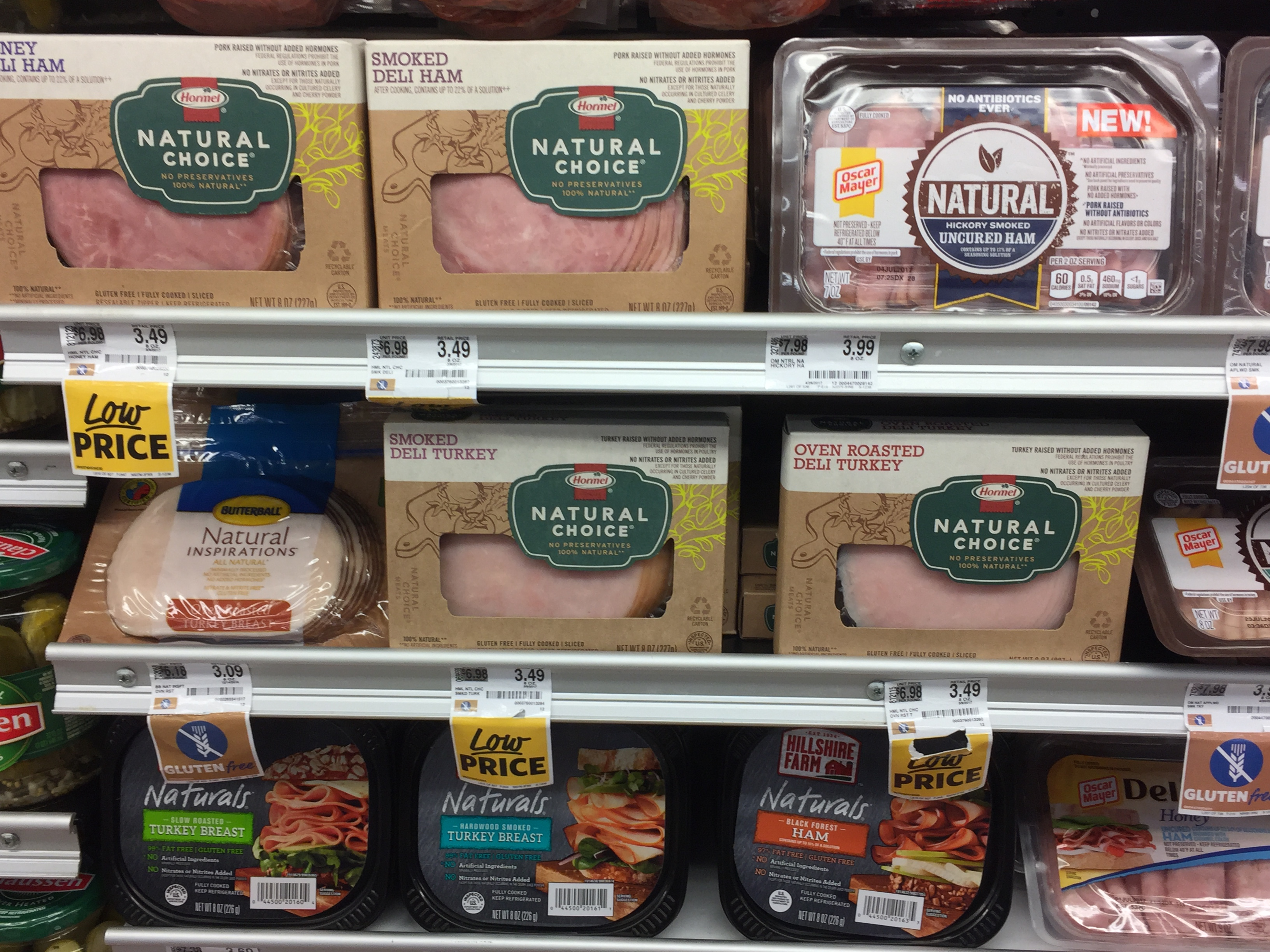
スーパーマーケットの棚。
4つの異なるブランドが、何らかの形で 「自然」であることをアピールしている

一般に、「自然」という言葉にはポジティブなイメージがあるため、ある製品（あるいは健康への介入）を「自然」と呼ぶことは、善を暗示することになる。自然への訴えは、あまりにもありふれているので、論理的誤謬であると認識できないかもしれない。
自然をアピールする代表的な例には、食品、衣料品、代替医療などがあり、その他多くの分野のラベルや広告で見ることができる。
ラベルの「オールナチュラル」という表現は、製品が環境にやさしく安全であることを暗示するために使われることがある。しかし、「自然・天然」は、安全性や有効性を判断する上で無関係である。化学物質とは、原子・分子や、分子の集合体などを指す言葉であり、人体や食品も全て化学物質で構成される。天然成分は、それを産出する生物の生理やライフサイクルに適合するように、その体内で作り出した化学物質であり、人間の生理に最適化されたものではない。一般に合成物は、開発段階で人の生理やライフサイクルに適合するように最適化され、有用な活性を示しながら負の影響を軽減するように作り出されている。
医薬品は 「不自然」 だから使うべきではないと、自然への訴えとして持ち出されることもよくある。これは、特にワクチン接種に対する反論として使われている。
自然への訴えは以下のような事例にも用いられる。
- 同性愛への反対（同性愛は自然ではない）、および賛成（同性愛が遺伝的であると示されたので同性愛は自然である）
- クローン技術など生命工学への反対。
- 野生のハーブや植物が常に安全であると言う考えは、自然で見つかる多くの植物毒（ドクニンジン、なす科の植物、毒キノコ）や、ハーブが持つ副作用を無視する。コカインはコカ植物に由来する「オールナチュラル」な物質であり、長年、風邪から鬱病にまで広く処方されていたが、体の器官を破壊することが判っている。
- 肉食について、ピーター・シンガーは、肉食が「自然の摂理」の一部であるという理由だけで道徳的に受け入れられると言うのは誤りであり、人間や他の動物が自然に行う振る舞いは、我々がどのように振る舞うべきかということと関係がない、と主張している[5]。したがって、肉を食べることの道徳的な許否は、「自然なこと」に訴えるのではなく、それ自体のメリットで評価されなければならないと述べている[5]。

## 影響について
この誤謬はヒトの進化の特定の側面（特に道徳性の進化）への反対を支持する人の間で見られる。そのような人々（例えば哲学者レオン・カミン）は浮気、幼児殺し、暴力のような性質が自然（本能）である事が示されれば、それらが許容されなければならなくなると仮定する。この誤解は進化生物学者への憎悪をかき立てた。例えば社会生物学は20世紀後半にこの方向から批判を受けた。他の人々（例えばスティーヴン・ジェイ・グールド）は、「自然」が「正しいこと」を意味しないと考えると同時に、進化理論はそうしていると仮定した。この異論はこの分野の生物学者が遺伝子決定論を推進しているという密接した批判と混同されてはならない。
幾人か（例えば哲学者メアリー・ミッジリー）は進化と人間の本性に関する生物学的な発見が政治的右翼を推進したと主張した。このような批判に生物学者ジョン・メイナード＝スミスは「我々はどれほど方程式を浪費しなければならなかったか」と疑問付きで応じた。実際には、この分野の著述家は自然の中で見られる利己的な振る舞いが、我々の振る舞いの理解に役立ち、また我々がどのように振る舞ってはならないかの警告となると述べつづけた。リチャード・ドーキンスが『利己的な遺伝子』で追い続けるテーマの一つは「マイナス記号付きでない限り、我々はダーウィン主義から価値を引き出してはならない」と言うことである。彼は倫理の基準として「自然さ」を用いる社会が「生活するのに非常に不快である」と指摘する。そしていかに多くの人が「である」と「べきである」を区別できないかを明らかにした。